# Stibochiona kannegieteri
Stibochiona kannegieteri är en fjärilsart som beskrevs av Hans Fruhstorfer 1894. Stibochiona kannegieteri ingår i släktet Stibochiona och familjen praktfjärilar. Inga underarter finns listade i Catalogue of Life.